# Black Box Diaries
Black Box Diaries é um documentário de 2024 produzido e dirigido por Shiori Itō, documentando sua investigação e caso de agressão sexual no Japão. O filme estreou no Festival de Cinema de Sundance de 2024. Foi lançado nos Estados Unidos e no Reino Unido em 25 de outubro de 2024, pela MTV Documentary Films e Dogwoof, respectivamente. Recebeu aclamação da crítica e foi nomeado um dos 5 melhores documentários de 2024 pelo National Board of Review e indicado ao prêmio de melhor documentário de longa-metragem no 97º Oscar.

## Sinopse
O filme é um documentário baseado em jornalismo investigativo analisando um caso de estupro de alto perfil no Japão, escrito pela vítima, Shiori Itō. O perpetrador foi Noriyuki Yamaguchi, então chefe do escritório de Washington DC do Tokyo Broadcasting System. Ele é estabelecido como um homem poderoso com amigos em altos cargos, notavelmente o primeiro-ministro Shinzo Abe.

## Produção
O filme é baseado no livro de memórias de 2017 escrito por Itō. É dirigido por Itō e coproduzido por ela junto com Hanna Aqvilin e Eric Nyari.

## Lançamento
O filme teve sua estreia mundial no Festival de Cinema de Sundance de 2024 em 20 de janeiro como parte da Competição Mundial de Documentários de Cinema. Também foi exibido no South by Southwest em 10 de março de 2024, CPH:DOX em 18 de março de 2024, Hot Docs Canadian International Documentary Festival em 29 de abril de 2024.
Em maio de 2024, a MTV Documentary Films e a Dogwoof adquiriram os direitos de distribuição do filme nos EUA e no Reino Unido, respectivamente.
Black Box Diaries foi exibido no Festival Internacional de Cinema de Melbourne, em Melbourne, Austrália, em agosto de 2024 e no Festival de Cinema de Adelaide de 2024, em outubro.
O filme competiu na categoria Competição de Documentários no 20º Festival de Cinema de Zurique em outubro de 2024, onde ganhou o Olho de Ouro de melhor Documentário e o Prêmio do Público em todas as inscrições concorrentes.

## Controvérsia
Em outubro de 2024, Yōko Nishihiro, uma advogada que anteriormente representava Itō, acusou Itō de não proteger fontes ao usar filmagens e gravações no filme sem a permissão das partes relevantes, como o hotel que forneceu imagens de câmeras de segurança de Itō sendo arrastado, o que fez sob o acordo de que seriam usadas apenas em processos judiciais, um detetive de polícia que vazou informações investigativas e um motorista de táxi que forneceu um relato. Ela expressou medo de que tais usos não autorizados de materiais produzidos durante um processo possam desencorajar potenciais testemunhas e cooperadores de se apresentarem em processos judiciais relativos a agressões sexuais, onde as evidências tendem a ser escassas. Ela também disse que uma conversa telefônica entre Itō e Nishihiro foi gravada sem seu conhecimento e foi usada no filme sem sua permissão.
Em resposta, Itō disse que as acusações de Nishihiro continham imprecisões factuais, o detetive e o taxista não puderam ser contatados e o filme recebeu verificações legais nos Estados Unidos e no Japão. Ela alegou que era crucial mostrar as evidências da agressão sexual, que as imagens de segurança e a voz do detetive foram alteradas o suficiente para que o filme protegesse a privacidade e que o benefício público de incluir os materiais no filme superava outras preocupações, como os interesses comerciais do hotel. Representantes de Itō também acusaram Nishihiro de violar a confidencialidade advogado-cliente.